# HD22128
HD22128 — хімічно пекулярна зоря спектрального класу A7, що має видиму зоряну величину в смузі V приблизно  7,8.
Вона  розташована на відстані близько 462,0 світлових років від Сонця.

## Пекулярний хімічний вміст
Зоряна атмосфера GSC4722-325 має підвищений вміст 
Mn
.